# Miersiella umbellata
Miersiella umbellata (Miers) Urb. – gatunek roślin bezzieleniowych, myko-heterotrofów, z monotypowego rodzaju Miersiella z rodziny trójżeńcowatych (Burmanniaceae), występujący w północnej Ameryce Południowej, od Wenezueli do Peru i Brazylii.
Nazwa rodzaju została nadana na cześć Johna Miersa, brytyjskiego botanika, odkrywcy bazonimu tego gatunku. Epitet gatunkowy w języku łacińskim oznacza baldaszkowaty.
Rodzaj posiada homonim w taksonomii zoologicznej, Miersiella Guinot 1967, rodzaj krabów z rodziny Xanthidae

## Morfologia
ŁodygaPodziemne, cylindryczne kłącze, pokryte gęsto dachówkowatymi, łuskowatymi liśćmi i nitkowatymi korzeniami. Pęd naziemny wzniesiony, nierozgałęziony.
LiścieLiście bezzieleniowe, łuskowate, niemal ogonkowe.
KwiatyKwiaty obupłciowe, 3-pręcikowe, zebrane w 4–22-kwiatowy baldach. Okwiat pojedynczy, rurkowaty, ciemno liliowy do białego. Listki okwiatu położone w 2 okółkach, zewnętrzny dłuższy od wewnętrznego. Pręciki o siedzących główkach. Zalążnia jednokomorowa, wierzchołkowo z 3 dwuklapowymi gruczołami.
OwoceTorebki, zawierające brązowe nasiona.

## Systematyka
Pozycja rodzaju według APW (aktualizowany system APG IV z 2016)
Rodzaj Miersiella należy do rodziny trójżeńcowatych (Burmanniaceae), w rzędzie pochrzynowców (Dioscoreales) w obrębie kladu jednoliściennych (monocots).
Typ nomenklatorycznyHolotypem gatunku (jako Dictyostega umbellata) jest okaz zielnikowy, zebrany przez Johna Miersa w górach Serra dos Orgãos w pobliżu Rio de Janeiro. Jest on przechowywany w kolekcji Muzeum Historii Naturalnej w Londynie. Izotyp jest przechowywany w herbarium Kew Gardens.